# Vámpírnaplók
A Vámpírnaplók (The Vampire Diaries) 2009 és 2017 között vetített amerikai tévésorozat, melynek alkotói Kevin Williamson és Julie Plec. Alapjául L. J. Smith ugyanazon című könyvsorozata szolgál. A sorozat 2009. szeptember 10-én indult az Egyesült Államokban a The CW filmcsatornán. Magyarországon 2010. június 25-én debütált az RTL Klubon. A sorozat egy természetfeletti lények által kísértett Virginia állami kitalált kisvárosban, Mystic Fallsban játszódik. Középpontjában a főszereplő, Elena Gilbert (Nina Dobrev), Stefan (Paul Wesley) és Damon Salvatore (Ian Somerhalder) szerelmi háromszöge áll. Később fény derül a város titokzatos múltjára: például felbukkan Elena rosszindulatú hasonmása, Katherine (Nina Dobrev) is, aki bosszút forral a város, Elena, Stefan és Damon ellen.
A Pilot epizód a The CW-n az összes sorozat premierje közül a legmagasabb nézettséget érte el, mióta a filmcsatorna elindult 2006-ban. Az első évad átlagosan 3,60 millió nézőt vonzott. A Vámpírnaplók eleinte közepes kritikákat kapott, de később a kritikusok megegyeztek abban, hogy a sorozat fejlődött az évad folyamán; a második évad általánosan pozitív visszajelzéseket kapott. A sorozat számos díjat és jelölést szerzett; nyert egy People's Choice-díjat és hét Teen Choice-díjat.
2014. április 22-től a harmadik és a negyedik évad új részeivel jött az RTL+-on és a Cool Tv-n.
2015. január 11-én a The CW felvette a sorozat hetedik évadját.
2016. január 19-étől kezdve a Cool TV leadta az ötödik évadát. A hatodik évad azonban nem volt várható, mert az RTL úgy döntött nem vették meg a sorozat folytatását.
2017. június 14-től a hatodik évad az RTL Spike-ra, később a hetedik évadot is leadták.
2022. március 8-tól a sorozat elérhető az HBO Max kínálatában.

## Történet
|  | Alább a cselekmény részletei következnek! |

A sorozat egy 162 éves vámpír, Stefan Salvatore (Paul Wesley) életét követi, aki szerelmes lesz egy 17 éves lányba; Elena Gilbertbe (Nina Dobrev). A kapcsolatuk egyre bonyolulttá válik, amikor visszatér Mystic Fallsba Stefan gonosz és rosszakaratú bátyja; Damon (Ian Somerhalder), aki azt tervezi, hogy elpusztítja a várost, és bosszút áll öccsén. Mindkét testvér érdeklődni kezd Elena iránt, főként a múltbéli szerelmükkel, Katherine-nel (Nina Dobrev) való hasonlósága miatt. Kiderül, hogy Elena Katherine távoli rokona, de Katherine hasonmása is egyben. Katherine visszatér a városba a testvérek és a lány elleni tervekkel.
A sorozat egy Virginia állami kitalált városban; Mystic Fallsban játszódik. A város természetfeletti történelemmel rendelkezik, mióta a 17. század végén új-angliai bevándorlók telepedtek le a területén. A többi történetszál a város többi lakójáról szól: Jeremy Gilbertről (Steven R. McQueen), aki Elena öccse, Bonnie Bennettről (Kat Graham), aki Elena egyik legjobb barátnője, Caroline Forbes-ról (Candice Accola), aki Elena másik legjobb barátnője, Tyler Lockwoodról (Michael Trevino), aki Elena gyerekkori barátja, és Matt Donovanről (Zach Roerig), aki pedig Elena volt barátja. A város politikáját az eredeti alapító családok utódai irányítják, akik mind az „Alapítók Tanácsának" tagjai. Mystic Falls alapító családjai közé tartozik a Salvatore, a Gilbert, a Fell, a Forbes és a Lockwood család. A várost védik a vámpíroktól, viszont a többi természetfeletti fenyegetésről megfeledkeznek.
|  | Itt a vége a cselekmény részletezésének! |

## Szereplők
Habár a sorozat L. J. Smith könyvein alapul, sok szereplőt megváltoztattak, de a fő történetszálak fennmaradtak. Az első évad kezdetén tíz karakter szerepelt mint főszereplő, majd az egyiket kiírták a sorozatból, egy másikat pedig főszereplővé tettek.
Nina Dobrev alakítja Elena Gilbert-et, a főszereplőt, és Katherine Pierce-t, más néven Katerina Petrovát, aki az ellenfelek egyike. Elena gyorsan belekeveredik a természetfeletti eseményekbe. Paul Wesley alakítja Stefan Salvatore-ét, a jószívű és szeretetteljes vámpírtestvért, aki az ellentéte bátyjának, az Ian Somerhalder által megformált Damon Salvatorének. Damon a rosszindulatú vámpírtestvér, aki kezdetben a sorozat antihőse, habár az idő haladtával megmutatja a kedvesebb, törődőbb oldalát is.
Steven R. McQueen alakítja Jeremy Gilbert-et, Elena öccsét. Sara Canning formálja meg Elena és Jeremy nagynénjét és gyámját, Jenna Sommers-t. Kat Graham Bonnie Bennettként, Elena boszorkány barátnőjeként szerepel a sorozatban. Candice Accola alakítja Caroline Forbes-t, Elena barátját és alkalmi riválisát. Zach Roerig formálja meg Elena volt barátját, Matt Donovan-t.
Michael Trevino Jeremy riválisaként és Matt legjobb barátjaként, Tyler Lockwood-ként szerepel a sorozatban, aki Mystic Falls polgármesterének a fia, és később derül ki, hogy az ő családjának is vannak titkai. Kayla Ewell alakítja Vicki Donovan-t, Matt nővérét, aki először Tyler barátnője, majd Jeremy-é. Kiírták a sorozatból az első évad hetedik epizódjában, miután Damon vámpírrá változtatta, és Stefan megölte. Később Matt Davis csatlakozott a főszereplőkhöz mint Alaric Saltzman történelemtanár és vámpírvadász, aki később Jennával folytat romantikus kapcsolatot. Ezek után a szereplőgárda bővült a Mikaelson családdal, akik az ősvámpírokat alakítják. A hibrideket képző Klaussal, aki egy idő után beleszeret Caroline Forbesba, őt Joseph Morgan formálja meg. Az arrogáns és cinikus Rebekah-val, akit Claire Holt alakít. Elijah-val, aki a leghűségesebb ősi vámpír, őt Daniel Gillies alakítja. Finnel, akit Caspar Zafer játszik. Kollal, akit Nathaniel Buzolic formál meg. Rajtuk kívül még megismerhetjük Meredith Fellt, aki az egyik alapító család tagja, és aki vámpírvérrel gyógyító orvos. Őt Torrey DeVitto alakítja.

### Magyar hangok

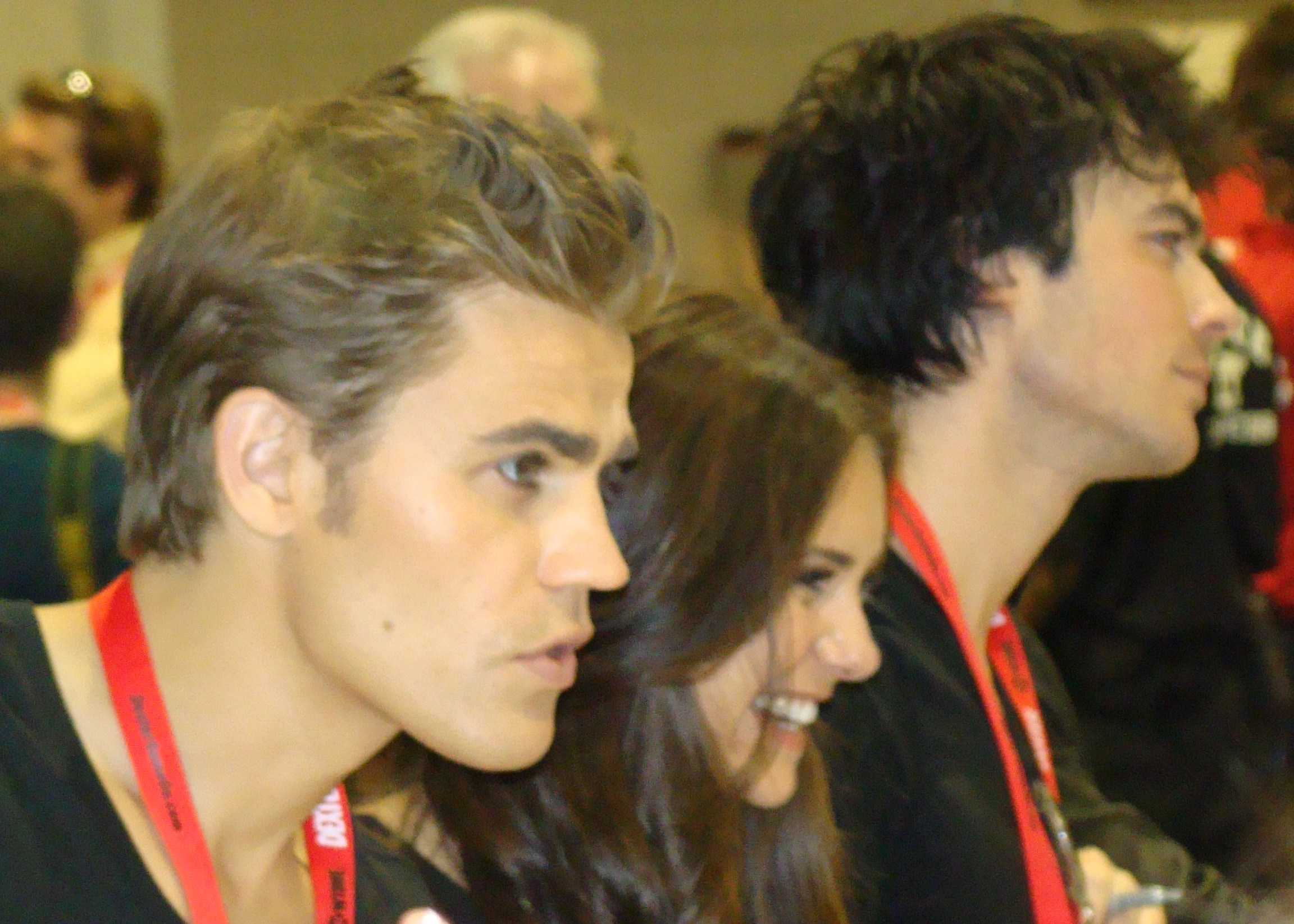
A Vámpírnaplók főszereplői: Paul Wesley, Nina Dobrev és Ian Somerhalder

| Szereplő            | Színész              | Magyar hang                         |
| ------------------- | -------------------- | ----------------------------------- |
| Elena Gilbert       | Nina Dobrev          | Németh Borbála (1-5. évad, 8. évad) |
| Elena Gilbert       | Nina Dobrev          | Sallai Nóra (6. évad)               |
| Stefan Salvatore    | Paul Wesley          | Varga Gábor                         |
| Damon Salvatore     | Ian Somerhalder      | Szabó Máté                          |
| Jeremy Gilbert      | Steven R. McQueen    | Szvetlov Balázs                     |
| Bonnie Bennett      | Kat Graham           | Vadász Bea                          |
| Matt Donovan        | Zach Roerig          | Előd Álmos                          |
| Caroline Forbes     | Candice Accola       | Molnár Ilona (1-4. évad, 6-8. évad) |
| Caroline Forbes     | Candice Accola       | Haffner Anikó (5. évad)             |
| Tyler Lockwood      | Michael Trevino      | Előd Botond (1-3. évad)             |
| Tyler Lockwood      | Michael Trevino      | Molnár Áron (4. évad)               |
| Alaric Saltzman     | Matt Davis           | Seszták Szabolcs                    |
| Niklaus Mikaelson   | Joseph Morgan        | Csík Csaba Krisztián                |
| Elijah Mikaelson    | Daniel Gillies       | Csőre Gábor (2. évad)               |
| Elijah Mikaelson    | Daniel Gillies       | Horváth Gergely (3. évad)           |
| Rebekah Mikaelson   | Claire Holt          | Kelemen Kata                        |
| Kol Mikaelson       | Nathaniel Buzolic    | Czető Roland                        |
| Liz Forbes seriff   | Marguerite MacIntyre | Orosz Anna (1. évad 8. részig)      |
| Liz Forbes seriff   | Marguerite MacIntyre | Ruttkay Laura (1. évad 10. résztől) |
| Carol Lockwood      | Susan Walters        | Ősi Ildikó                          |
| Jenna Sommers       | Sara Canning         | Kisfalvi Krisztina                  |
| Vicki Donovan       | Kayla Ewell          | Peller Anna                         |
| Kelly Donovan       | Melinda Clarke       | Bertalan Ágnes                      |
| Sheila Bennett      | Jasmine Guy          | Rátonyi Hajni                       |
| John Gilbert        | David Anders         | Kerekes József                      |
| Isobel Flemming     | Mia Kirshner         | Závodszky Noémi                     |
| Bill Forbes         | Jack Coleman         | Németh Gábor                        |
| Rudy Hopkins        | Rick Worthy          | Vass Gábor                          |
| Abby Bennett Wilson | Persia White         | Szórádi Erika                       |
| Richard Lockwood    | Robert Pralgo        | Kapácsy Miklós                      |
| Dr. Meredith Fell   | Torrey DeVitto       | Haffner Anikó                       |
| April Young         | Grace Phipps         | Lamboni Anna                        |
| Enzo                | Michael Malarkey     | Turi Bálint                         |

## Gyártás
Kezdetben Kevin Williamson kevésbé érdeklődőtt a sorozat kifejlesztése iránt, mert úgy tartotta, a történet túlságosan hasonlít más vámpírmesékhez. Azonban Julie Plec ösztönzésére elkezdte olvasni a könyveket, és egyre inkább kíváncsivá tette a történet: „Kezdtem rájönni, hogy ez a történetet egy kisvárosról, annak érzékeny pontjairól, és arról szól, hogy mi rejtőzik az árnyékban." Williamson azt nyilatkozta, hogy a sorozat középpontjában a város története fog állni, nem a középiskola.
2009. február 6-án a Variety bejelentette, hogy a The CW beleegyezett a Vámpírnaplók pilot epizódjának vetítésébe. 2009. május 19-én hivatalosan is felvették a Vámpírnaplókat a 2009/2010-es televíziós évadra.

## Fogadtatás
A sorozat adta 2009. szeptember 10-én a The CW legnagyobb sorozatpremierjét 4,91 millió nézővel. A Vámpírnaplók kezdetben közepes kritikákat kapott. A Metacritic 50-es Metascore-t adott a sorozatnak 22 kritika alapján, átlagos visszajelzéseket mutatva ezzel. Az Entertainment Weekly B+-t adott a pilotnak azt nyilatkozva, hogy a sorozat „Kevin Williamson író és producer kellemes visszatérését jelzi". Ken Tucker kritikus a következőkkel fejezte be kritikáját: „a Naplók egy évad csípős nyelvű szórakozást ígér nekünk." Linda Stasi (New York Post) kiváló értékelést adott a sorozat premierjének, és azt mondta, hogy „már egy epizód után a sorozat rabja lett". Viszont Tim Goodman a San Fransisco Chronicle-től magasan kritikus visszajelzést adott az epizódnak, a sorozatot pedig „szörnyűnek" nevezte.
Sok kritikus úgy érezte, hogy a sorozat fejlődött az évad folyamán. Sarah Hughes (The Independent) azt mondta, hogy a Vámpírnaplók „egy jól kialakított, érdekes módon kidolgozott sorozattá" válik, a szegényes nyitóepizód ellenére. A New York Post Elena megformálását is dicsérte, a karaktert egy olyan határozott nőnek tartva, aki nem engedte, hogy a barátja iránti érzelmei irányítsák. Karla Peterson a The San Diego Union-Tribune-tól azt mondta, hogy „a természetfölötti dráma első osztályú gyártmány, amelyben őrülten nagyszerű szereplők játszanak". Mike Hale a The New York Times-tól megdicsérte a sorozatot a 2009 legjobb tévésorozatait tartalmazó listáján.
A második évadról szóló kritikák pozitívabbak voltak. A Metacritic a második évadnak 74-es Metascore-t adott, általánosan kedvező visszajelzéseket mutatva ezzel. A The CW a Vámpírnaplókat az első számú sorozatának nevezte ki.

### Díjak éselismerések
2010-ben a Vámpírnaplók hét Teen Choice-díjat nyert: egyet mint a legjobb fantasy/sci-fi tévésorozat; Paul Wesley a legjobb férfi szereplő, Nina Dobrev pedig a legjobb női szereplő lett fantasy/sci-fi tévésorozatban; Ian Somerhalder a legjobb gonosz szereplő díját nyerte el; a Vámpírnaplók lett a legjobb új tévésorozat; Paul Wesley a legjobb új férfi szereplő, Nina Dobrev pedig a legjobb új női szereplő díját nyerte el. A sorozat még kapott két jelölést: Ian Somerhaldert a legszexibb férfi szereplő díjára, Kat Grahamet pedig a legjobb női mellékszereplő díjára jelölték. A sorozat 2010-ben egy People's Choice-díjat is nyert mint a kedvenc új drámai tévésorozat, és még a kedvenc sci-fi/fantasy tévésorozat díjára is jelölték. Szaturnusz-díjra is jelölték mint a legjobb tévésorozat.
2010. november 9-én három People's Choice-jelölést is kapott: mint a kedvenc sci-fi/fantasy tévésorozat, és mint a kedvenc drámai tévésorozat; Ian Somerhaldert pedig a kedvenc férfi szereplő (drámai tévésorozatban) díjára jelölték.

## DVD megjelenések
Magyarországon a Pro Video Film forgalmazza a DVD-ket.
| DVD neve | Megjelenés (Magyarország)   | Megjelenés (USA)    | Epizódok | DVD-k száma |
| -------- | --------------------------- | ------------------- | -------- | ----------- |
| 1. évad  | 1. kötet: 2010. november 3. | 2010. augusztus 31. | 22       | 5           |
| 1. évad  | 2. kötet: 2011. február 23. | 2010. augusztus 31. | 22       | 5           |
| 2. évad  | 2012. február 8.            | 2011. augusztus 30. | 22       | 5           |

## Lehetséges spin-off
Dawn Ostroff, a The CW korábbi elnöke említett egy lehetséges spin-off sorozatot. A spin-offot már elkezdték fejleszteni, hogy 2011 őszére műsorra kerülhessen, de Kevin Williamson új sorozata, a The Secret Circle miatt megszakították a sorozat kidolgozását. A spin-off sorozat középpontjában egy kutatócsoport állna, ami paranormális jelenségek után nyomoz. A Vámpírnaplók spin-off sorozata a The Originals, ami a Mikaelson testvérek életéről szól New Orleans-ban.2018-ban kijött a Legacies , ami Hope Mikaelson életéről szól és, hogy barátaival megküzd misztikus lényekkel amiknek nem is kéne lenniük és ez Mystic Fallsban játszódik.

## Külső hivatkozások
- Hivatalos honlap Archiválva 2014. március 14-i dátummal a Wayback Machine-ben
- A Vámpírnaplók Archiválva 2011. július 14-i dátummal a Wayback Machine-ben az RTL Klub honlapján
- A sorozat epizódjainak megtekintése
- A Vámpírnaplók az Internet Movie Database oldalain
- A Vámpírnaplók a PORT.hu-n
- A Vámpírnaplók a Filmkatalógus.hu-n
- A Vámpírnaplók Archiválva 2011. március 1-i dátummal a Wayback Machine-ben a TV.com-on